# CKRN-DT
CKRN-DT était une station de télévision québécoise en langue française qui était située à Rouyn-Noranda, Québec. La station appartenait à RNC Media, et constituait un affilié privé à Radio-Canada. Elle couvrait l'Abitibi-Témiscamingue et une partie du nord-est de l'Ontario. La chaîne a cessé de diffuser officiellement le 25 mars 2018 à minuit. Il s'agit d'une décision d'affaires de RNC Media qui souhaitait consacrer ses énergies sur ses deux autres chaînes de l'Abitibi-Témiscamingue, soit TVA (CFEM-TV) et V (CFVS-TV).

## Histoire
CKRN-TV est entré en ondes le jour de Noël en 1957 grâce à Jean-Joffre et David Armand Gourd, qui possédaient CKRN-AM affilié à la radio de Radio-Canada depuis 1939. La station diffusait des émissions de la Société en français et en anglais et recevait les émissions en kinéscope. CKRN a rejoint le lien micro-onde de Radio-Canada le 21 mars 1959. Un ré-émetteur du réseau CBC a été installé en 1962, et CKRN devient conséquemment unilingue français. Un ré-émetteur de faible puissance a été installé d'abord à Senneterre à l'automne 1962 avant son déplacement à Val-d'Or le 21 décembre 1971 afin de mieux servir la population. À l'époque, la station produisait quelques émissions locales en plus des bulletins de nouvelles, et étant la seule station dans la région, s'accordait la liberté de décrocher du réseau Radio-Canada afin de diffuser quelques émissions originales de Télé-Métropole et des séries étrangères doublées acquises par la station montréalaise.
En 1979, Radio-Nord ouvre une nouvelle station à Rouyn-Noranda : CFEM-TV affilié au réseau TVA avec un ré-émetteur à Val-d'Or. Les bulletins de nouvelles régionales sont identiques sur les deux stations. En janvier 1987, Radio-Nord ouvre une nouvelle station à Val d'Or : CFVS-TV affilié au réseau Télévision Quatre-Saisons avec un ré-émetteur à Rouyn-Noranda.
Le 25 octobre 2002, une grève des employés de Radio-Nord prive la population Abitibienne des nouvelles locales. Cette grève prend fin 21 mois plus tard, le 20 juillet 2004.
Depuis le 26 novembre 2012, Radio-Canada Abitibi-Témiscamigue est disponible sur Bell Télé.
Le 1er mars 2018, RNC Média annonçait la fin de son affiliation avec la Société Radio-Canada pour se concentrer sur ses deux autres stations de télé régionales en Abitibi-Témiscamingue, soit TVA et V. Le signal de CKRN s'est éteint le 25 mars 2018 à minuit. Les citoyens abonnés au câble ou au satellite peuvent capter le signal national de Radio-Canada provenant de Montréal (CBFT-DT).

### Transmetteurs
En plus de Val d'Or, la station opérait des ré-émetteurs à Ville-Marie, Béarn/Fabre, Lebel-sur-Quévillon, Joutel et Matagami. Ils ont aussi été mis hors service en mars 2018.